# Igreja Matriz de Portela do Fojo
A Igreja Matriz de Portela do Fojo, ou Igreja de Nossa Senhora da Paz está situada em Amoreira Cimeira, na freguesia de Portela do Fojo - Machio, no Município de Pampilhosa da Serra.
Foi inaugurada dia 1 de Novembro de 1795, pelo Padre José dos Santos, reitor cura de Nesperal – Sertã, nomeado para o efeito pelo Bispo de Coimbra, impossibilitado de se deslocar por motivo de doença.
É um templo de razoáveis dimensões, com torre sineira acoplada sobre o lado direito, dedicado a Nossa Senhora da Paz, cujos festejos têm lugar no 2.º Domingo de Agosto.